# بحيرة الجبل (نيويورك)
بحيرة الجبل، هي بحيرة تقع في جنوب منتزه أديرونداك في بليكر، نيويورك.
وغرب بحيرة غريت ساكانداغا. كانت تسمى البحيرة ببحيرة كاربنتر في القرن التاسع عشر. تحتوي البحيرة على جزيرة صغيرة واحدة، جزيرة إلمر، تقع باتجاه الطرف الغربي. يوجد سد على الطرف الشمالي الغربي من البحيرة. يتدفق منفذها إلى بركة فاندمبرغ. خلال حقبة الازدهار الاقتصادي مع صناعة الجلود والقفازات في المجتمعات المحلية، كانت البحيرة منطقة منتجع شهيرة لسكان جلوفرسفيل وجونستاون في أواخر القرن الثامن عشر وأوائل القرن التاسع عشر. كان هناك في وقت من الأوقات خط قطار كهربائي يمتد من الطرف الشمالي لجلوفرسفيل أعلى جبل بليكر إلى محطة في البحيرة لقضاء الإجازات. كان هذا الخط مملوكًا في وقت واحد من قبل شركة اف جي، جي ار.

## فندق بحيرة جبل
كان الفندق يقع على البحيرة في أوائل القرن التاسع عشر لكنه تأثر لاحقًا بالنيران.

## تحطم سكة بحيرة الجبل الحديدية
في 4 يوليو 1902 ، في حوالي الساعة 9:20 مساءً، قُتل 14 شخصًا وأصيب عدد آخر بجروح عندما وقع تصادم خلفي على سكة حديد في بحيرة جبل.هنا رابط حول هذا الحدث، مع بعض البطاقات البريدية للمنطقة في بداية القرن العشرين: http://www.fjgrr.org/Mountain_Lake_Electric.html 

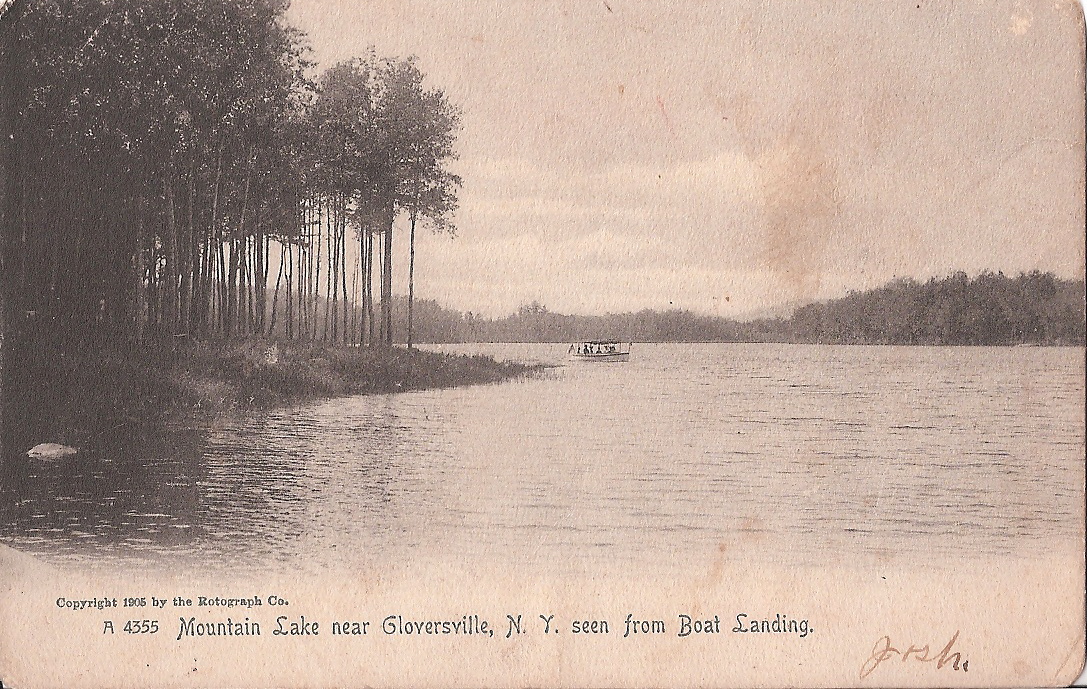

## روابط خارجية
- http://www.fjgrr.org/Mountain_Lake_Electric.html